# نبرد جلالک مارپرچین
جلالک مار پرچین نام نبردی سرنوشت‌ساز در تاریخ طبرستان بود. در این نبرد دو متحد سابق، چلاویان و سادات مرعشی، به مبارزه علیه یکدیگر پرداختند و با پیروزی نهایی میربزرگ در این جنگ، حکومت چلاویان پایان یافت و مرعشیان جای آن را گرفت.

## پیش‌زمینه
قوام‌الدین زمانی به طبرستان آمد که هم‌زمان بود با به حکومت رسیدن کیا افراسیاب چلاوی، که پسرش به تازگی فخرالدوله حسن از باوندیان را به قتل رسانده بود. افراسیاب از روی مصلحت مرید قوام‌الدین گردید زیرا که نفوذ میربزرگ به حدی بود که افراسیاب می‌توانست از نفوذ و اعتبار وی استفاده کند. این روند تا جایی کشیده‌شد که قوام‌الدین حتی به یکی از پسران کیا افراسیاب لقب «شیخی» اعطا کرد. ظهیرالدین مرعشی در کتاب تاریخ طبرستان و رویان و مازندران دربارهٔ این اتحاد می‌گوید:
… چون مردم مازندران آن‌چنان دیدند که رئیس ایشان دست ارادت به دامن سعادت حضرت سید هدایت قباب زده‌است و سید را مقتدای خود دانسته و مرید با ارادت او شده‌است … مردم به جوق و فوج‌فوج و گروه‌گروه نزد سید می‌رفتند و توبه می‌کردند و از فسق و فجور بازمی‌آمدند و سیادت پناهی را پیرو مقتدای خود می‌دانستند.
دلیل موافقت قوام‌الدین با درخواست کیاافراسیاب، این بود که هواداران او نیز با این کار بیش‌تر می‌گشتند. چنان‌که منوچهر ستوده در کتاب درویشان مازندران می‌نویسد:
خواص برای اینکه وضع و موقع خود را استوار و پایدار سازند و عوام بدان سبب که سهم بیشتری از دنیا بگیرند و با خواص بر سر یک سفره بنشینند.
«جهت‌دار بودن اندیشه‌های میربزرگ» موجب نگرانی کیا افراسیاب شد. نگرانی کیا افراسیاب از این خاطر بود که مردم طبرستان به سمت قوام‌الدین مرعشی جذب شوند و با توجه به آنچه از علویان طبرستان و نوع حکومتشان شنیده بودند، به دنبال بنیان دودمانی مشابه آن باشند و اقتدار و ثروت به‌دست آمدهٔ او را تهدید کنند. کیا افراسیاب پیش از این نیز وقتی که به طرفداران قوام‌الدین پیوسته‌بود، خرقهٔ درویشی پوشیده‌بود و دیگر هواداران میربزرگ نیز خوراک و پوشاکی مانند او را می‌طلبیدند و چه بسا این اندیشهٔ اجتماعی به شکل مساوات ارائه شد و در رفتار هواداران میربزرگ تجلی یافت که این موجب جدایی و رویارویی کیا افراسیاب با آنان گشت.
در نهایت تضادهای گوناگون بین این دو و رفتار و اشرافیت‌گرایی کیا افراسیاب، موجب جدایی میربزرگ از او شد. این مسائل باعث شد کیا افراسیاب با عده‌ای از علمای سُنّی به مشورت بنشیند. به نوشتهٔ خواندمیر «نتیجهٔ این مشاوره این بود که جهت جلوگیری از اختلال در امور ملک و مال، افراسیاب را به اجتناب از روش سید و تشکیل محکمه‌ای برای وادار کردن قوام‌الدین به دست کشیدن از بدعت درویشی ترغیب نمودند.» سپس قوام‌الدین را محبوس کردند.
پس از حبس قوام‌الدین، افراسیاب با چند تن از افراد خاندان جلالیان صلح نمود و درخواست مشاوره با آنان را صادر نمود. هم‌زمان با حبس قوام‌الدین، یکی از فرزندان وی به مرض قولنج، درگذشت و مریدان خشمگین او این واقعه را از کراماتش دانستند و مصمم به آزادی وی گشتند و بدین ترتیب قوام‌الدین آزاد شد.

## شرح واقعه
کیا افراسیاب با لشکر نسبتاً بزرگی به سوی دابو رهسپار شد. در محلی که زنی روستایی (مادر صغیری به نام جلال) پنبه کاشته بود و دور آن را پرچین (حصار) کرده بود، سادات کمین کرده و منتظر نشستند. آنان در برابر حمله چلاویان ابتدا از خود عکس‌العملی نشان ندادند و زمانی که چلاویان به نزدیکیشان رسیدند، از آنجا که سادات پیش از نبرد در پنبه‌زار آب جاری کرده‌بودند، اسب‌هایشان در پنبه‌زار قادر به راه رفتن نبودند و در گل فرو ماندند و مرعشیان با استفاده از این فرصت به سوی آن‌ها تیراندازی کرده و درگیر شدند. کیاافراسیاب و سه پسر او در اولین لحظات کشته شدند و تعداد کمی از چلاویان زنده به آمل فرار کردند.

## نیرنگ یا نبوغ
درویشان و فرزندان ثابت قدم و صابر باشند و تفرقه را بر خاطر راه ندهید و مطمئن باشید و طریق سپاهی‌گری آنچه شرط است به جای آرید و بر خصم در محاربه مبادرت نمایید و در مقام رضا و تسلیم اقدام نمایید و بدانید که آنچه مقدر است سمت ظهور خواهد یافت.

— توصیه‌های میربزرگ به حامیانش
— ظهیرالدین مرعشی، صفحهٔ ۱۷۸
خود کیاافراسیاب هم خطر مرعشیان را چندان مهم نمی‌انگاشت و فکر می‌کرد به سهولت می‌تواند سرکوبشان کند. سید قوام‌الدین مرعشی، پس از رها شدن از حبسش، همراه با حامیان و اقوامش به دابو رفت و آمادگی دفاعی خود را افزایش داد. از نظر «مصطفی مجد» تدابیر دفاعی وی به سان یک فرماندهٔ محلی و سرداری با سوابق سپاهی‌گری بود. درویشان مازندران پس از به آب‌بستن زمین، موجب گل شدن آن شدند و سپس به رهبری قوام‌الدین توانستند در جنگ بر سپاهیان چلاوی غلبه کنند. در این پیکار کیا افراسیاب چلاوی و دو تن از پسرانش به قتل رسیدند. پس از آن نیز عده‌ای که از معرکه گریخته بودند توسط سپاهیان مرعشی کشته شدند.
در روضه الصفا میرخواند قتل کیاافراسیاب به دست مرعشیان را با «حیله و غدر» ذکر کرده‌است. او می‌گوید: «روزی کیاافراسیاب به دیدن سید آمد، طایفه‌ای که انتظار وقت می‌کشیدند از کمینگاه غدر جسته افراسیاب را با جمعی به قتل آوردند و حکومت مازندران به سید رسید…» در ظفرنامهٔ شرف‌الدین علی یزدی نیز نوشته شده‌است: «… چون پدر او (اسکندر شیخی) را سادات به غدر کشته بودند، تیمور امارت آمل به او داد…»

## بازماندگان چلاوی
عده‌ای از حامیان و فرزندان کیا افراسیاب نیز به همراهی اسکندر شیخی از میدان جنگ گریختند و به لاریجان و از آنجا به رستمدار فرار کردند. از آنجا به شیراز کوچیدند و بعد هم به خراسان خرامیدند و تا زمان استیلای امیر تیمور گورکانی، در دارالسلطنه هرات قرار داشتند.